# Adabas
Adabas (от англ. adaptable database system) — система управления базами данных разработки Software AG. Впервые выпущена для мейнфреймов IBM в 1971 году, изначальная модель данных — на базе инвертированного индекса, в 1980-е годы дополнена элементами реляционной модели. До взлёта популярности в середине 1980-х годов  реляционных СУБД, была одной из самых продаваемых систем управления базами данных (11% рынка в 1983 году).
По состоянию на 2019 год выпускается также для платформ Linux, Unix и Windows.
Оснащена собственным сильно типизированным языком запросов — Natural. Пример программного кода:
```
DEFINE
 
DATA
 
LOCAL
                                     

01 
EMPLOYEES
 
VIEW
 
OF
 
EMPLOYEES
                        

  
02 
SALARY
 
(
1
)
                                       

END-DEFINE
                                            

READ
 
EMPLOYEES
 
BY
 
NAME
                                

  
AT
 
END
 
OF
 
DATA                                      

   
 
DISPLAY                                           

     
 
MIN 
(
EMPLOYEES
.
SALARY
(
1
))
 
(
EM
=
ZZZ
,
ZZZ
,
ZZ9
)
        

      
AVER
(
EMPLOYEES
.
SALARY
(
1
))
 
(
EM
=
ZZZ
,
ZZZ
,
ZZ9
)
        

      
MAX 
(
EMPLOYEES
.
SALARY
(
1
))
 
(
EM
=
ZZZ
,
ZZZ
,
ZZ9
)
        

  
END-ENDDATA
                                         

END-READ                                              

END

```

Вывод:
```
Page      1                                                  18-08-22  16:42:22
                                                                               
  ANNUAL      ANNUAL      ANNUAL                                               
  SALARY      SALARY      SALARY                                               
----------- ----------- -----------                                            
                                                                               
          0     240,976   6,380,000                                            

```